# جنگ مانوری

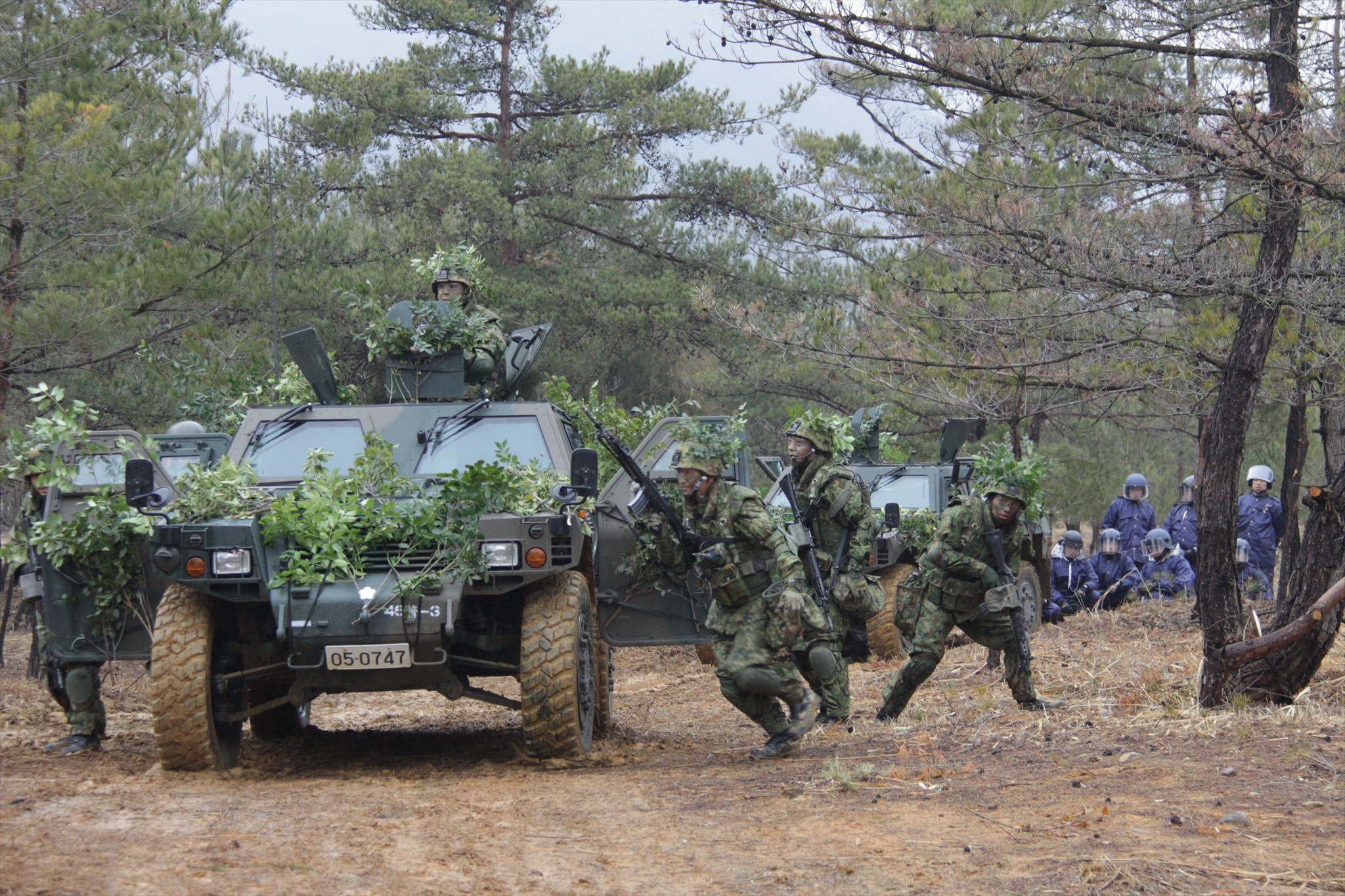
سربازان نیروی زمینی دفاع از خود ژاپن برای مقابله با یک کمین شبیه‌سازی شده از وسایل نقلیه خود پیاده می‌شوند.

جنگ مانوری (انگلیسی: Maneuver warfare) یک استراتژی نظامی است که بر حرکت، ابتکار عمل و غافلگیری برای دستیابی به موقعیت برتری تأکید دارد. مانور به دنبال تحمیل غیرمستقیم تلفات از طریق پوشش، محاصره و اختلال است، در حالی که نیاز به درگیری در نبرد رو در رو را به حداقل می‌رساند. برخلاف جنگ فرسایشی که در آن قدرت در برابر قدرت اعمال می‌شود، جنگ مانوری تلاش می‌کند تا قدرت را در برابر ضعف به کار گیرد تا مأموریت را به انجام برساند.
جنگ مانوری، استفاده از ابتکار و غیرمنتظره بودن، همراه با عزمی راسخ برای موفقیت، به دنبال اجتناب از نقاط قوت حریفان در عین بهره‌برداری از نقاط ضعف و حمله به آسیب‌پذیری‌های حیاتی آنهاست و از نظر مفهومی نقطه مقابل جنگ فرسایشی است. مانور به جای جستجوی پیروزی با اعمال نیرو و حجم برتر برای دستیابی به نابودی فیزیکی، از پیش‌دستی، فریب، جابجایی و اختلال برای از بین بردن اراده و توانایی دشمن برای جنگیدن استفاده می‌کند.
از نظر تاریخی، جنگ مانوری توسط ارتش‌های کوچک، منسجم‌تر، آموزش‌دیده‌تر یا از نظر فناوری پیشرفته‌تر از همتایان جنگ فرسایشی مورد تأکید قرار می‌گرفت. اصطلاح «مانور تاکتیکی» توسط نظریه‌پردازان جنگ مانوری برای اشاره به حرکت نیروها برای به دست آوردن «موقعیت برتر نسبت به دشمن» استفاده می‌شود، برخلاف استفاده از آن در عبارت «جنگ مانوری».
ایده استفاده از حرکت سریع برای برهم زدن تعادل دشمن به قدمت خود جنگ است. با این حال، فناوری پیشرفته، مانند توسعه سواره‌نظام و وسایل نقلیه مکانیزه، منجر به افزایش علاقه به مفاهیم جنگ مانوری و نقش آن در میدان‌های نبرد مدرن شده است.